# Malin Crépin
Anna Malin Fredrika Thomasdotter Crépin, född 22 augusti 1978 i Stockholm, är en svensk skådespelare.

## Biografi
Crépin är utbildad vid Teaterhögskolan i Malmö 1998–2002. Hon har därefter varit verksam dels vid Stockholms stadsteater, dels vid Riksteatern. Vid den senare har hon haft större roller i bland annat Lars Noréns Terminal (2006; mot bland annat Joakim Nätterqvist) och i Henrik Ibsens Lille Eyolf (också 2006) samt i Jean Genets Jungfruleken (2007). På Stockholms stadsteater har hon setts i exempelvis Utsikt från en bro (2002) och Övervintrare (2008).
Crépin har även medverkat i filmer och TV-serier. År 2009 spelade hon i filmen I skuggan av värmen där hon gjorde den kvinnliga huvudrollen för vilken hon blev nominerad till en Guldbagge 2010. År 2008 blev Crépin den första att tilldelas priset Rising Star.
Crépin spelar huvudrollen som Annika Bengtzon i filmatiseringen av de sex sista av Liza Marklunds åtta böcker i serien (Nobels Testamente, Prime Time, Studio sex, Den röda vargen, Livstid samt En plats i solen). Den första filmen i sviten, Nobels testamente, hade biopremiär den 2 mars 2012 och släpptes på DVD den 20 juni samma år. De resterande fem filmerna utgavs på DVD under juli och augusti samma år. Hela projektet hade en budget på 100 miljoner kronor och filmatiserades under 2011 och början av 2012.
Malin Crépin är gift med Markus Crépin Sundström (född 1971), fotograf och grundare av Bläck & Co. Paret har två döttrar.

## Filmografi
- 2003 – Assistenten (kortfilm)
- 2003 – Miffo - Anna
- 2005 – Lasermannen (TV-serie) - Annika
- 2007 – Upp till kamp - Nina, ung prostituerad
- 2009 – I skuggan av värmen - Eva med Joel Kinnaman som Erik
- 2010 – Kommissarie Winter (TV-serie) - Gerda Hoffner (TV)
- 2010 – Cornelis - Ingalill Rehnberg
- 2011 – Johns rum - Pernilla (kortfilm)
- 2011 – Oslo, 31 augusti - Malin
- 2012 – Nobels testamente - Annika Bengtzon
- 2012 – Prime Time - Annika Bengtzon (DVD)
- 2012 – Studio Sex - Annika Bengtzon (DVD)
- 2012 – Den röda vargen - Annika Bengtzon (DVD)
- 2012 – Livstid - Annika Bengtzon (DVD)
- 2012 – En plats i solen - Annika Bengtzon (DVD)
- 2012 – Kiruna–Kigali - Nina (kortfilm)
- 2014 – Lulu - Lulu (kortfilm)
- 2015 - Nylon - Isabel (kortfilm)
- 2016 - The Medium - Martha
- 2016 – Sameblod - Elise
- 2020 – When the Dust Settles (TV-serie)
- 2020 – Morden i Sandhamn (TV-serie)
- 2021 – Max Anger – With one eye open (TV-serie)
- 2025 – Trolösa (TV-serie)
- 2025 – Stenbeck (TV-serie)

## Teater

### Roller
| År   | Roll                                         | Produktion                                  | Regi                | Teater                           |
| ---- | -------------------------------------------- | ------------------------------------------- | ------------------- | -------------------------------- |
| 2000 |                                              | Popcorn Ben Elton                           |                     |                                  |
| 2002 |                                              | Utsikt från en bro Arthur Miller            |                     |                                  |
| 2002 | Blue                                         | Stack Petra Berg-Holbek och Martin Eriksson | Petra Berg-Holbek   | Stockholms stadsteater           |
| 2004 |                                              | En midsommarnattsdröm William Shakespeare   | Sven-Åke Gustavsson | Regionteatern Blekinge Kronoberg |
| 2005 |                                              | Du sköna nya värld Aldous Huxley            |                     |                                  |
| 2006 |                                              | Terminal Lars Norén                         |                     |                                  |
| 2006 | Little Eyolf Henrik Ibsen                    |                                             |                     |                                  |
| 2008 |                                              | Jungfruleken Jean Genet                     |                     |                                  |
| 2008 | A la mémoire d'Anna Politkovskaïa Lars Norén |                                             |                     |                                  |
| 2008 |                                              | Övervintrare Jez Butterworth                | Carl Kjellgren      | Stockholms stadsteater           |
| 2016 |                                              | The James Plays Rona Munro                  |                     |                                  |
| 2018 | Emily                                        | Onåd Ayad Akhtar                            | Dritëro Kasapi      | Kulturhuset Stadsteatern         |

## Ljudboksuppläsningar (urval)
- 2009 – I skuggan av värmen av Lotta Thell